# 579
Раннє Середньовіччя. Триває чума Юстиніана. У Східній Римській імперії продовжується правління Тиберія II. Візантійська імперія контролює значну частину володінь колишньої Римської імперії. Лангобарди частково окупували Італію і утворили в ній Лангобардське королівство. Франкське королівство розділене між синами Хлотара I. Іберію займає Вестготське королівство. В Англії розпочався період гептархії.
У Китаї період Північних та Південних династій. На півдні править династія Чень, на півночі — Північна Чжоу. Індія роздроблена. В Японії триває період Ямато. У Персії править династія Сассанідів. Степову зону Азії та Східної Європи контролює Тюркський каганат.
На території лісостепової України в VI столітті виділяють пеньківську й празьку археологічні культури. VI століття стало початком швидкого розселення слов'ян. У Північному Причорномор'ї співіснують різні кочові племена, зокрема гуни, сармати, булгари, алани, авари.

## Події
- Перський шах Хосрав I помер після 48 років правління. Його спадкоємцем став Ормузд IV. Новий шах відмовився вести переговори з Візантією щодо укладення миру.
- Тюрки вторглися в Хорасан.
- Герменегільд, син короля вестготів Ліувігільда збунтувався проти батька й оголосив себе католиком.
- У Ліможі спалахнуло повстання проти високих податків короля Нейстрії Хільперіка.
- Розпочався понтифікат 63-го Папи Римського Пелагія II. Папа звертається до Константинополя з проханням допомоги проти лангобардів.